# Tybo
Le tybo est un fromage danois à base de lait de vache; ça rappelle le fromage de l'île de Samsø. Prenant généralement la forme d'un parallélépipède, sa pâte est couleur crème et sa croûte jaune-orangé. Il est parfois agrémenté de graines de carvi.

## Historique
La production du tybo est documentée dès le Moyen Âge. Le lait frais est alors caillé puis remué à la main ou à la louche, ce jusqu'à la formation d'une pâte à peu près solide. Celle-ci est ensuite pétrie et répartie en couches séparées par du sel. 